# Мід Шеффер
Мід Шеффер (англ. Mead Schaeffer; нар. 15 липня 1898 — пом. 6 листопада 1980) — художник зі Сполучених Штатів Америки.

## Біографія
Народився у Фрідом Плейнс, Нью-Йорк. Чарльз Шеффер, батько майбутнього художника, був проповідником пресвітеріанської церкви.

## Художня освіта
По закінченні середньої школи влаштувався на навчання в інститут Пратта, приватний і вищий навчальний заклад, де навчали техніки, архітектури та мистецтва. Навчання в інституті Пратта закінчив 1920 року.
Ще в період навчання в інституті влаштувався у майстерню Харві Данна (1884—1952), художника та ілюстратора. Темпераментний та моторний Харві Данн вирізнявся швидкістю в роботі. Тому навчання у Данна було дещо важким для Міда Шеффера як людини іншого типу, і учень потерпав від критики Харві за власні ранні твори. Другим керівником художника початківця був Чарльз Чапмен (1879—1962).

## Робота у видавця Додда Міда
Важливим було те, що художник-початківець був здатний навчатися й експериментувати з кольорами, що і привело невдовзі до успіхів. Вже у віці 24 років його взяли на роботу до журналу видавця Додда Міда.

## Дещо про журнали у США
Економічне піднесення у Сполучених Штатах захопило і друкарську галузь. Наприкінці XIX століття виникає низка журналів і періодичних видань, що рекрутує на роботу цілу низку молодих художників та репортерів. Серед цих видань — Гарперс (Harpers), Скрібнер (Scribner's) і Сенчері (Century). Ця трійця захопила практично провідні позиції у друкарській справі.
Гостра конкурентна боротьба у видавничій справі вичавила на узбіччя одні видання і сприяла піднесенню інших. Після Першої світової війни колишні лідери періодичного друку вимушено знизили наклад через втрату популярності. Найпопулярнішими стали «The Saturday Evening Post», «Colliers» і навіть «The Ladies Home Journal» (вільний переклад «Жіночий журнал для дому»). Серед давніх видань зберегли позиції «Cosmopolitan», «American» і «Red Book».
Якщо виявлялися неабиякі здібності у молодого художника, його робили художнім керівником видання, практично він створював стиль і «обличчя» видання. В журналі «Харперс» таким «обличчям» видання став художник Ньюелл Конверс Ваєт (1882—1945). Стиль видань «Arrow Collar» та «The Saturday Evening Post» роками підтримував майстер ілюстрації та рекламний художник Джозеф Крістіан Леєндекер (1874—1951). Провідним художником для видання Додда Міда став Мід Шеффер.

## Драматичне світосприйняття

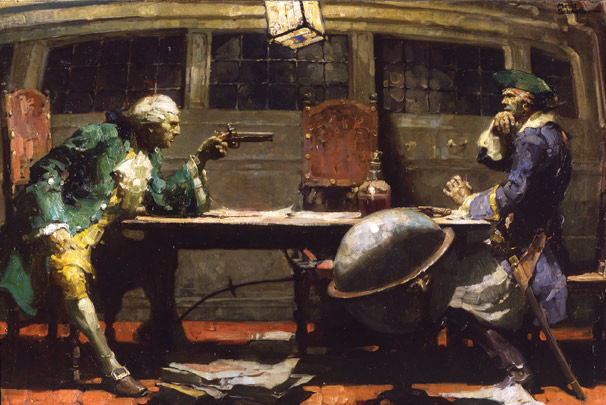
худ. Мід Шеффер, ілюстрація до «Чорного буканера», 1919 рік.

Мід Шеффер переглядав сторінки книг, до котрих робив ілюстрації, але обирав драматичні ситуації, ситуації конфліктів і їх непростого, іноді трагічного вирішення. Низка осіб на його картинах та ілюстраціях озброєні та в напружені моменти вирішують конфлікти, агресивно або за допомогою зброї. Це стосується не тільки мушкетерів чи піратів, життя котрих було самою добою поставлене на край безодні. Озброєні і агресивні навіть герої XVIII століття на його ілюстраціях, улюбленого століття, коли США виникли як держава.
1942 року відбулася помітна зміна художньої манери митця. Він дедалі більше відходив від романтичного сприйняття персонажів давнього минулого. Наразі його потягло до реальності, до її вивчення, до реалізму, хоча він і до цього був доволі реалістичним майстром. Він якось висловився, що до цього року був наче хворий (дещо засліплений), бо не хотів більше малювати цих піжонів і психопатів. Він зажадав створити чесну роботу, що ґрунтувалась на реальних місцях, з реальними особами та реальними речами. Тобто він свідомо почав обмежувати політ фантазії заради звільнення від осучаснення подій минулого, більш документального відтворення ситуацій. Він відвідував різні місцини, все аналізуючи і вивіряючи побачене на свої нові вимоги. Вивченням реальності займався і Норман Роквелл, але впадав у побутовість, безкрилість, він починав борсатись у зморшках і бородавках.
Побутові ситуації на ілюстраціях роботи Міда Шеффера, навпаки, отримували достовірність і правдивість. Колористичні здібності Міда Шеффера не вщухали, а ставали справжнім святом для очей. Персонажі все так само конфліктували і долали перешкоди, але існували у дивних садах чи інтер'єрах із тонко розробленими кольорами при свідомому обмеженні палітри.

## Родина
1921 року художник одружився. Він та дружина Елізабет мали двох доньок.

## Останні роки і смерть
Художник працював у різних містах. Тривалий час він працював у Арлінгтоні, штат Вермонт, де мав власну майстерню. Серед митців, із котрими підтримував довгі приятельські стосунки, був Норман Роквелл. Останній, теж прихильник реалістичного напрямку, часто просив Міда Шеффера та його дружину позувати для власних творів.
Старий Мід Шеффер пішов у відставку і доживав віку у Вермонті. Помер у Нью-Йорку.